# Насталік

Двовірш перського поета Гафіза виконаний шрифтом насталік.

Насталік (перс. نستعلیق, складається з «насх (نسخ)» і «талік (تعلیق)») — один з основних каліграфічних почерків, який використовують при написанні текстів перською мовою, і традиційно домінантний стиль у перській каліграфії. Його розроблено в Ірані у XIV і XV століттях. Його використання завжди було більш популярне в сферах впливу перської, азербайджанської, урду та інших мов, рідше арабської.
Менш ускладнена версія насталіка переважає при написанні в кашмірській, пенджабській і мові урду, і часто використовується разом з насхом для запису текстів на Пушту. У перській мові його використовують для друку поетичних текстів, а також з декоративною метою, наприклад, на монетах, предметах побуту, титульних сторінках книг. Спрощений варіант насталіка використовують у повсякденному житті кульковою ручкою. В інших сферах насталік переважно вийшов з ужитку у всіх країнах крім Пакистану, де його використовують для запису мови урду.
Насталік є основним почерком післясасанідської перської письмової традиції, і має однаково важливе значення в районах, що перебували під її культурним впливом. Мови Ірану (західна перська, азербайджанська, белуджі, курдська, лурі і т. д.), Афганістану (дарі, пушту, узбецька, туркменська і т. д.), Пакистану (панджабі, урду, кашмірська, сарайкі і т. д.), використовують насталік. Під назвою taʿliq (літ. «призупинений [шрифт]»), він був також улюбленим стилем каліграфів Османської імперії, які розробили стилі divanî і ruqah на основі нього.
Насталік є одним з найбільш fluid каліграфічних стилів для запису арабського алфавіту. Він має короткі вертикалі без зарубок serifs, і довгі горизонтальні штрихи. Для його написання використовують шматок обрізаного очерету з наконечником 5–10 мм (0.2–0.4 в), який має назву «калам» («ручка», арабській та перській «قلم»), і чорнило з вуглецю, яке називається «davat». nib калама можна розділити посередині, щоб полегшити всмоктування чорнила.
Два важливих форм panels виконану листом насталік є Chalipa і Сіях-Машк. Chalipa («хрест» у перекладі з перської) група зазвичай складається з чотирьох діагональних рядків (напівліній) поезії, які ясно вказують на моральні, етичні та поетичні концепції. Сіях-Машк («чорне свердло») панелі, однак, звертаються радше через композицію і форму, а не зміст. У Сіях-Машк, повторються кілька букв або слів (іноді-навіть одне) чорнило покриває практично всю панель. Зміст, таким чином, має менше значення і не чітко працює.

## Історія

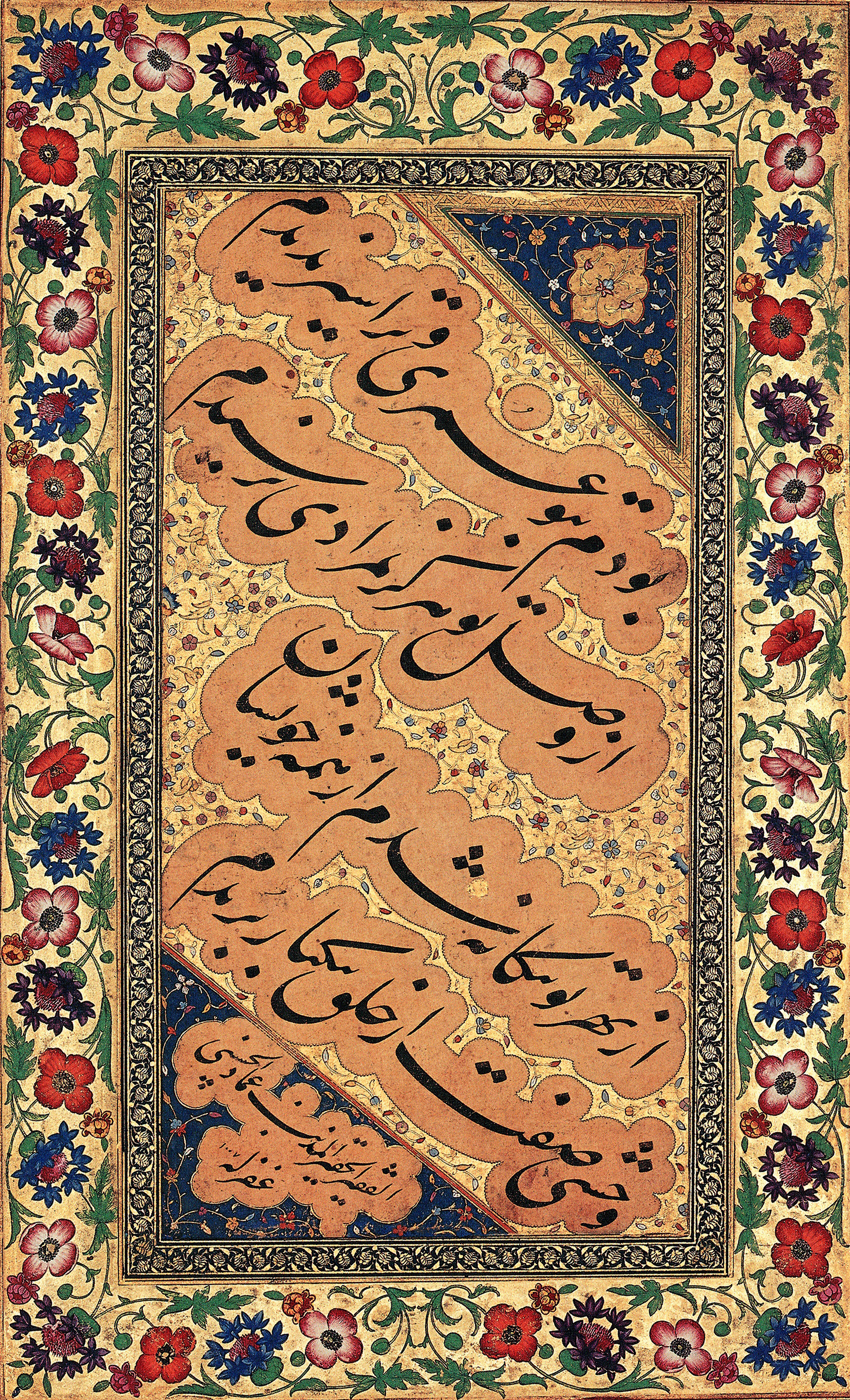
Перська панель Chalipa Мір Емад.

Після ісламського завоювання Персії, перси прийняли персько-арабський алфавіт, і мистецтво перської каліграфії процвітало в Ірані, а також на територіях колишньої Перської імперії.
Іранці утворили з арабського почерку насх свій власний почерк талік, який відрізнявся від свого попередника більше плавними, природними лініями, зручними для написання від руки. Це було викликано тим, що на відміну від арабів, перси використовували каліграфію не лише для запису релігійних текстів, а й для ведення офіційних та адміністративних документів.
Другим власне перським почерком став насталік, який утворився шляхом об'єднання цих двох шрифтів.
Винахідником цього почерку вважають Міра Алі Табрізі, який жив у XIV столітті в епоху Тимуридів отже, спочатку він називався Nasḫ-Taʿlīq.
Насталік процвітав, і багато провідних каліграфів зробили внесок у його велич і красу. Вважають, що насталік досяг своєї найвищої елегантності в роботах Міра Емада. Нинішня практика насталіка, однак, значною мірою базується на техніці Мірзи Рези Калхора. Калхор модифіковав та адаптував насталік, щоб його легко можна було використовувати в друкарських машинах. Він також розробив методи навчання насталіка і зазначив чіткі правила пропорції для нього.
У Імперії Великих Моголів під час їхнього панування над Південною Азією офіційною мовою при дворі була перська. Тоді в Південній Азії насталік увійшов у широкий вжиток. Вплив триває й донині. У Пакистані майже всі тексти мовою урду написані цим почерком, що становить більшу частину вжитку насталіка у світі. Положення насталіка також було сильним у Бангладеші до 1971 року, коли Урду перестав бути офіційною мовою. Сьогодні лише деякі люди використовують цю форму написання в Бангладеші.

## Відомі каліграфи, які використовували насталік
- Мір Алі Табрізі
- Мір Емад
- Мірза Бузург-і-Нурі
- Мішкін-Калам
- Мірза Мохаммад Реза Калхор

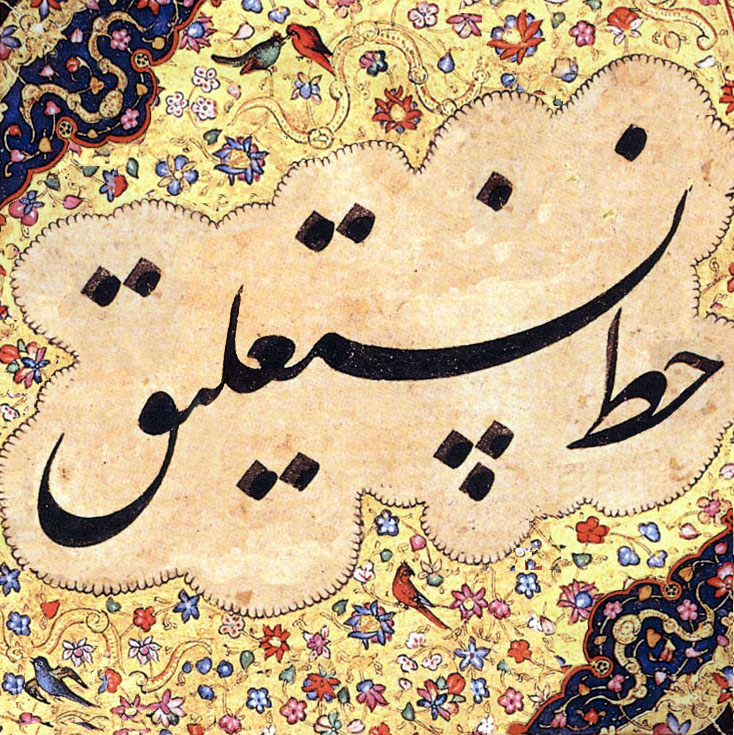
Напис «خط نستعلیق» виконаний почерком насталік, який перекладається як «почерк насталік».

та інші, зокрема Мірза Джафар Табрізі, Абдул Рашид Дейламі, Султан Алі Машхаді, Мір Алі Хераві, Емад уль-Коттаб, Мірза Голам Реза Есфагані, Емадоль Котаб, Ягут Мостасамі, і Дарвіш Абдул Маджид Талегані.
А серед сучасних митців: Хассан Мірхані, Хоссейн Мірхані, Аббас Ахлавейн і Колам-Хоссейн Амірхані, Алі Акбар Каве, Каболі.

## Етикет
Арабо-мусульманська культура не мала пластичного мистецтва в традиційному європейському розумінні. Тож для того, щоб прикрасити ісламські релігійні тексти, а конкретно Коран, замість зображення Бога використовували Арабську каліграфію. Отже, відчуття сакральності завжди проступало на тлі каліграфії.

Учень насталіка мав підготувати себе духовно до того, щоб стати каліграфом, крім інформації про те, як підготувати калам, чорнило, папір і, що головне, вивчити сам насталік. Наприклад, див. Адаб Аль-Машк, керівництво з чистописання, яке приписують Мірові Емаду.

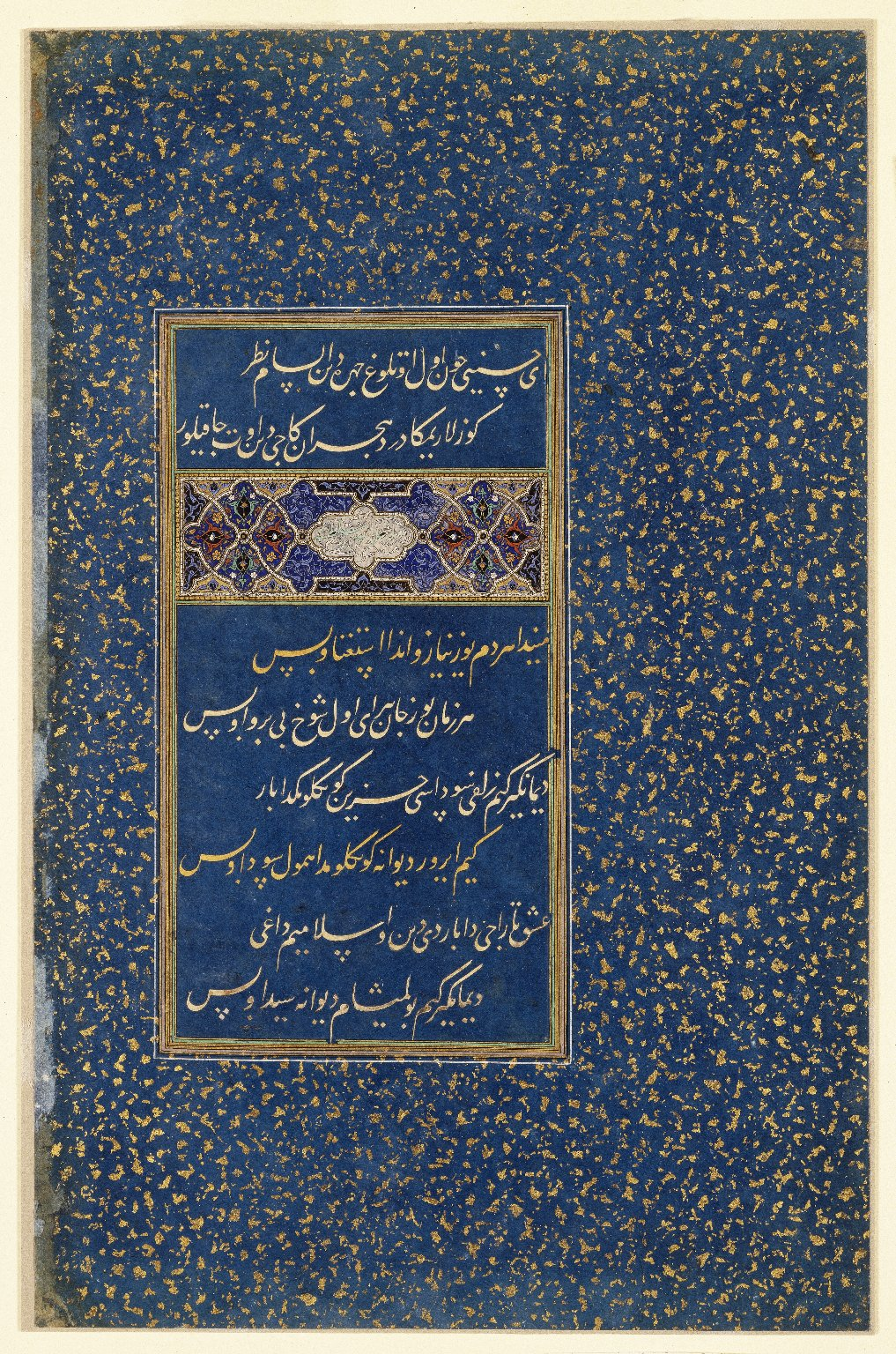
Фоліо поезії від дивана Султана Хусейна Мірзи, бл. 1490. Бруклінський Музей.
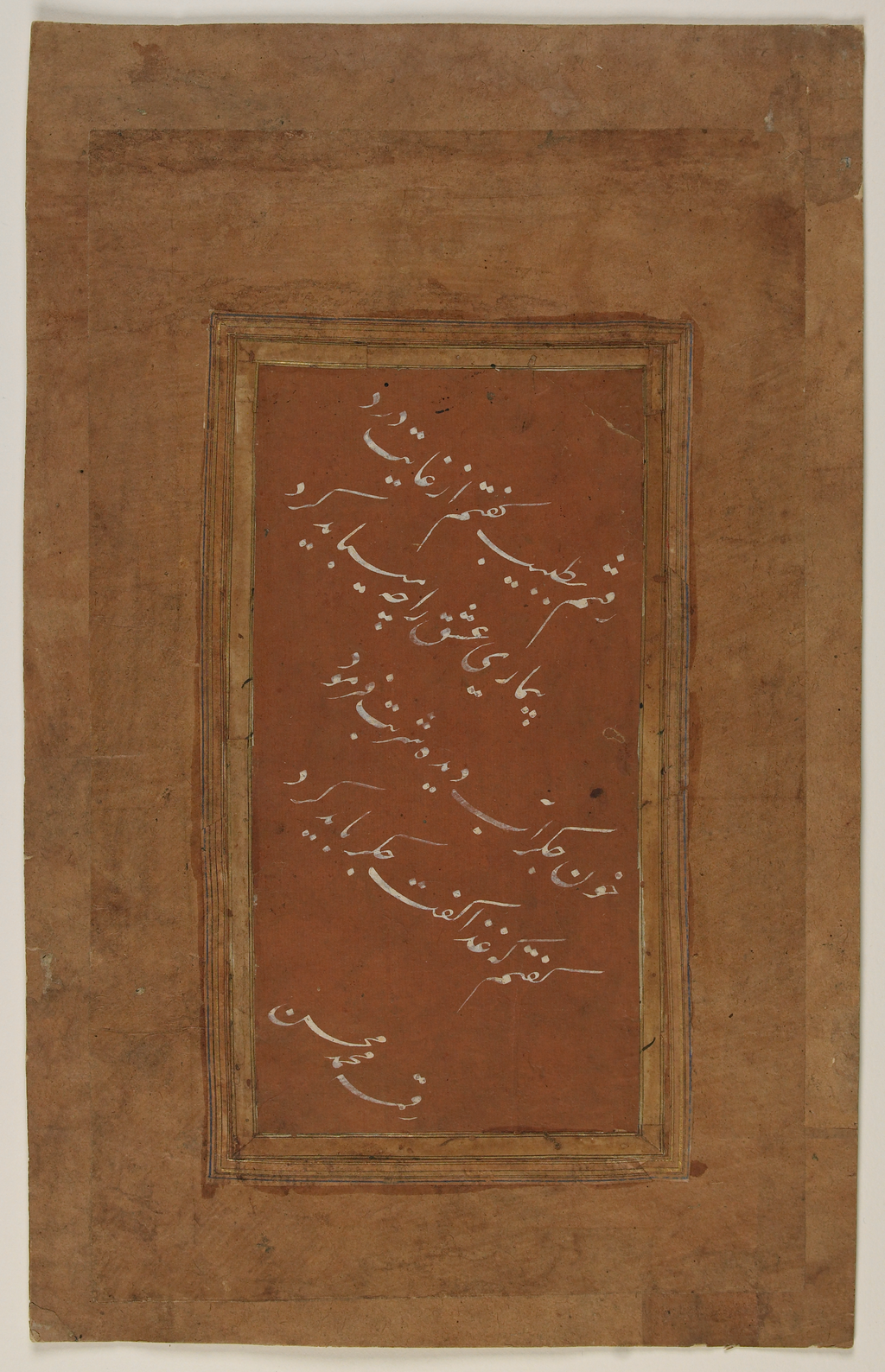
Чотиривірш про чесноти терпіння Мухаммада Мухсіна Лахурі з Імперії Великих Моголів.
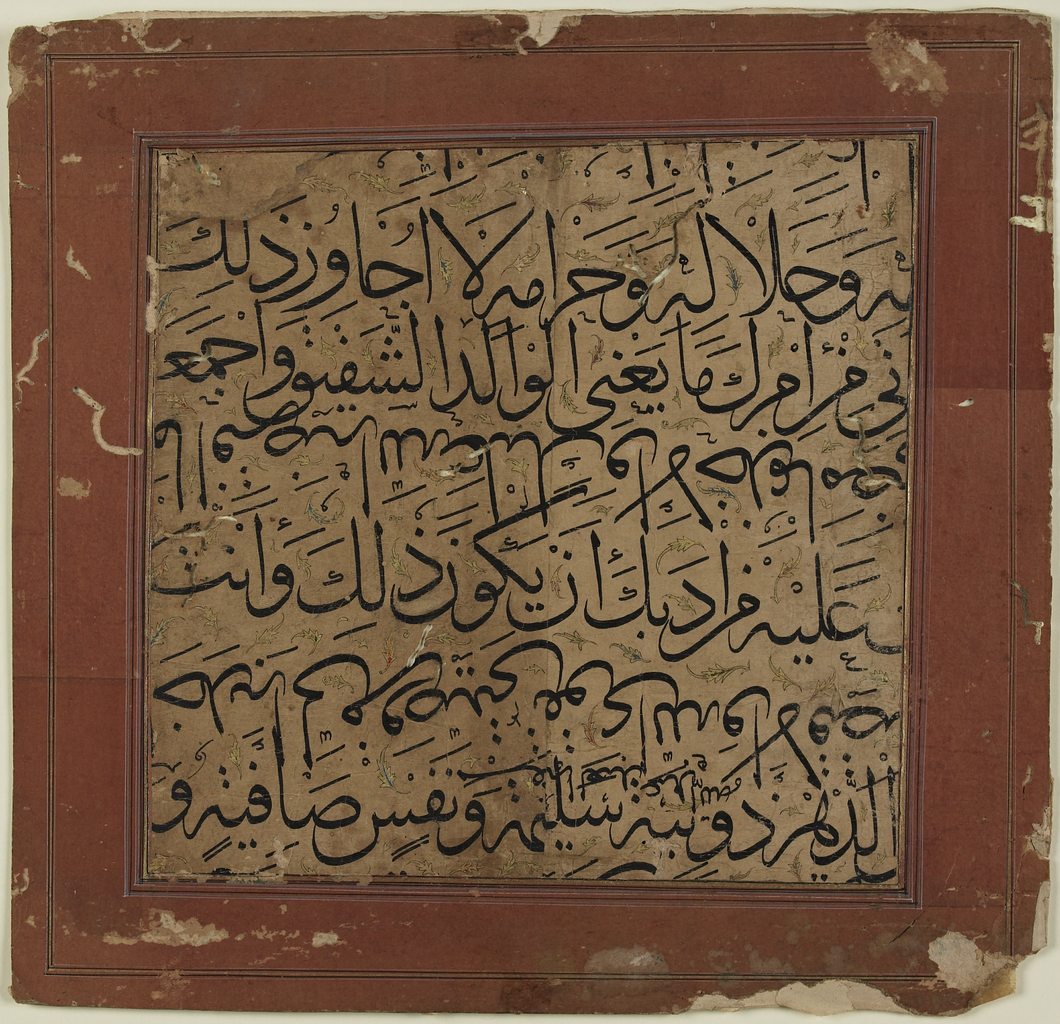
Подружня порада Абдаллаха Лахурі з Імперії Великих Моголів.

## Верстка насталіка

Приклад шрифта насталік, який використовується для написання текстів мовою урду

Розробка друку почерком насталік починалася зі спроби розробити металевий набір для цього почерку, але всі ці зусилля зазнали невдачі. Форт Вільям-Коледж розробив набір для насталіка, який був досить далеким від самого почерку, тож його використовували лише в бібліотеці коледжу, щоб опублікувати свої книги. Штат Хайдарабад Дакан (нині в Індії) також спробував розробити насталік для друкарської машинки, але ця спроба з тріском провалилася, і справу було закрито з формулюванням «Підготувати насталік для друку на комерційній основі неможливо». Для того, щоб розробити такий металевий набір, потрібно тисячі компонентів.
Сучасний друк почерком насталік почався з винаходу Нурі Насталік, який був вперше створений як цифровий почерк 1981 року в результаті співпраці Мірзи Ахмада Джаміля TI (як каліграфа) та Monotype Imaging (раніше Monotype Corp & Monotype Typography).
Це було новаторське рішення, в якому застосовано понад 20 000 лігатур (окремих комбінацій символів). Воно дало чудові результати і дозволило газетам, таким як пакистанська Daily Jang застосовувати цифрову верстку замість армії каліграфів. Але воно страждало від двох проблем у 1990-х роках: (а) відсутність почерку на стандартних платформах, таких як Windows або MacOS x, і (б) не-WYSIWYG характер введення тексту.
Нині корпорація Microsoft включила підтримку мови урду у всі нові версії Windows. Як Windows Vista, так і Microsoft Office 2007 доступні мовою урду через підтримку Language Interface Pack. Більшість дистрибутивів Linux Desktop дозволяють легку установку підтримки урду а також переклад. Windows 8 була першою версією Microsoft Windows, яка мала рідну підтримку почерку насталіка, майкрософтівський шрифт «Urdu Typesetting».

### Електронні видання та DTP насталіком
1994 року компанія Concept Software Pvt Ltd розробила InPage Urdu для газетної галузі Пакистану, яка є повністю функціональним page layout software для Windows подібним до QuarkXPress. Вони ліцензували і поліпшили Нурі Насталік. Цей шрифт, з його величезною базою лігатур понад 20 000, дотепер використовується в поточній версії програмного забезпечення для Windows. Станом на 2009 рік InPage почало базуватись на кодуванні Юнікод, підтримучи більше мов, і шрифт фаїз лахор насталік розроблений Мензера Сайед Хасан Заїді, додано до нього, поряд з сумісністю зі шрифтами OpenType Unicode.
InPage широко рекламувався і продавався у Великій Британії, Індії та інших країнах, починаючи з 1994 року, і використовувався в більшості шкіл Великої Британії та місцевих органів влади, де урду є основною мовою школярів і виборців. InPage також використовується на мільйонах комп'ютерів в Індії, Пакистані та інших країнах світу.
Станом на 2016 рік майже всі газети, журнали та періодичні видання мовою урду складено на комп'ютерах з допомогою різного програмного забезпечення, найбільш поширеним з яких є пакет InPage Desktop Publishing.

## Ламаний насталік
Ламаний насталік (перс. شکسته‌نستعلیق; шекасте насталік) є наступником почерку насталік.

### Галерея

Перська: "این قافلهٔ عُمر عجب میگذرد" — рядок з вірша Омара Хайяма виконаний ламаним насталіком.
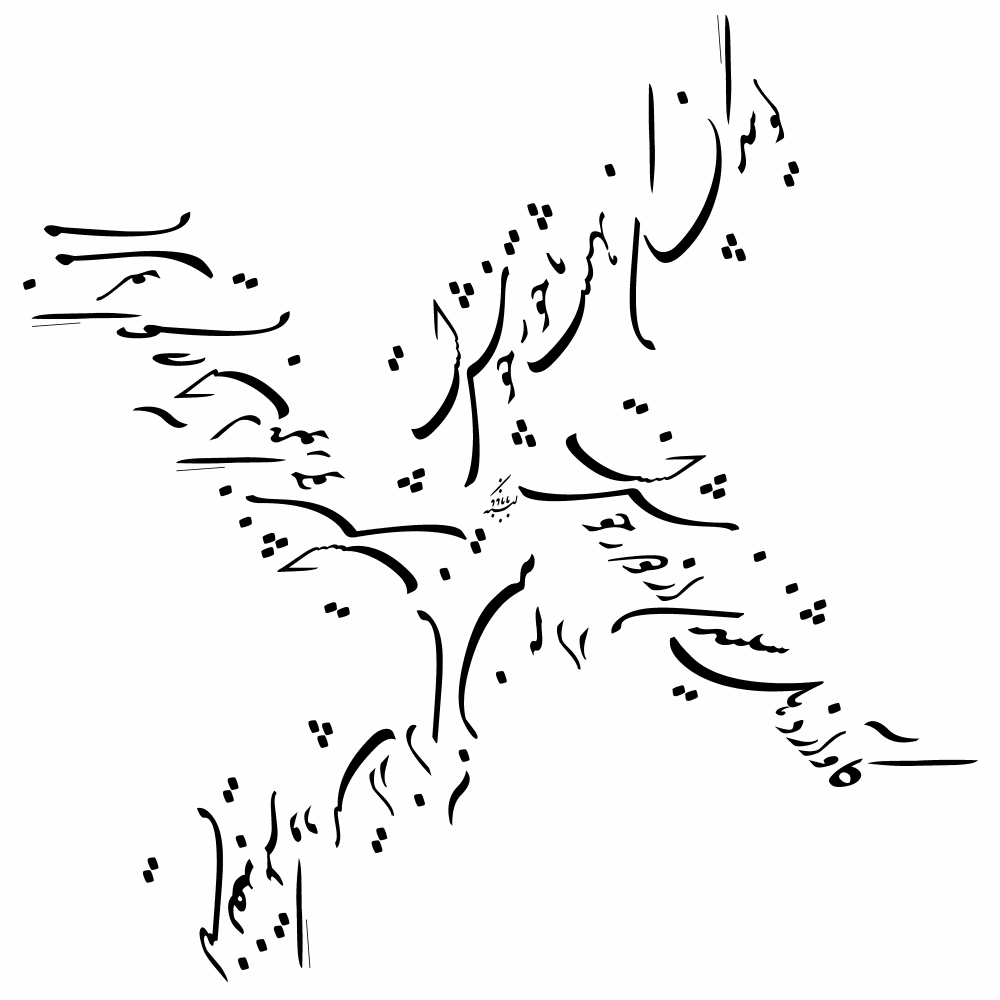
Рубаї Омара Хайяма виконаний ламаним насталіком.
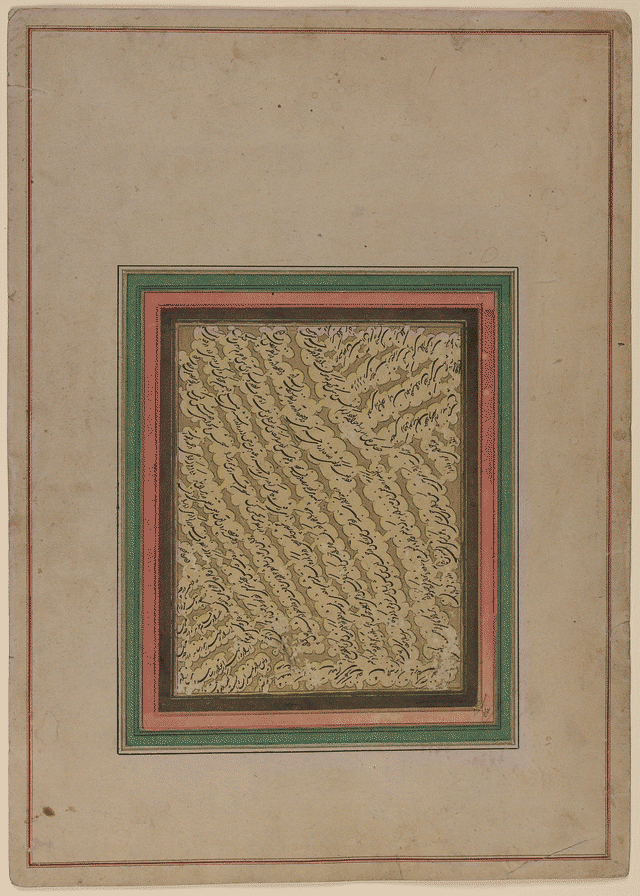
Насталік
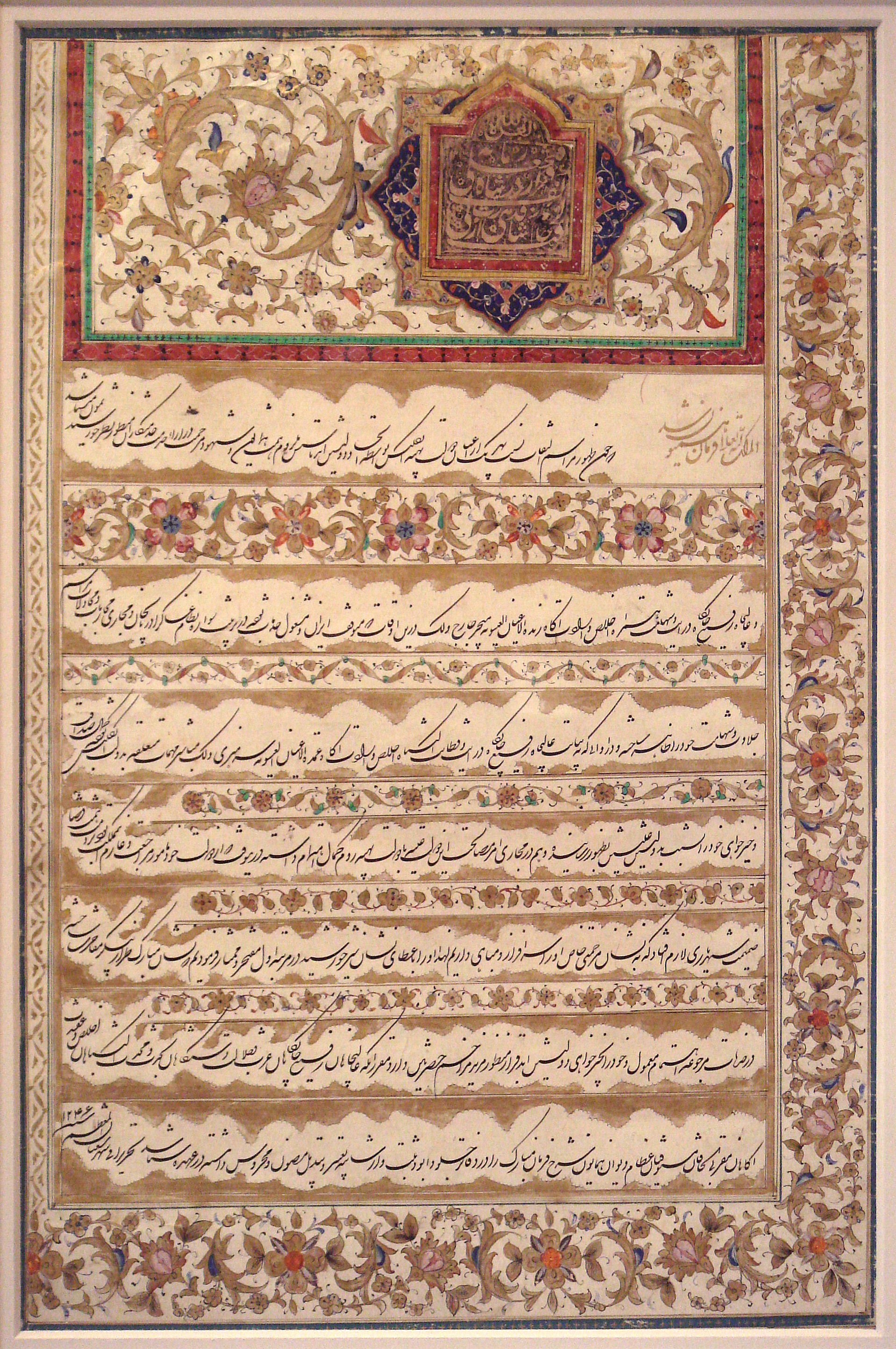
Фатх Алі-Шаха Каджар Фірман виконаний ламаним насталіком, січень 1831 року